# Vändra

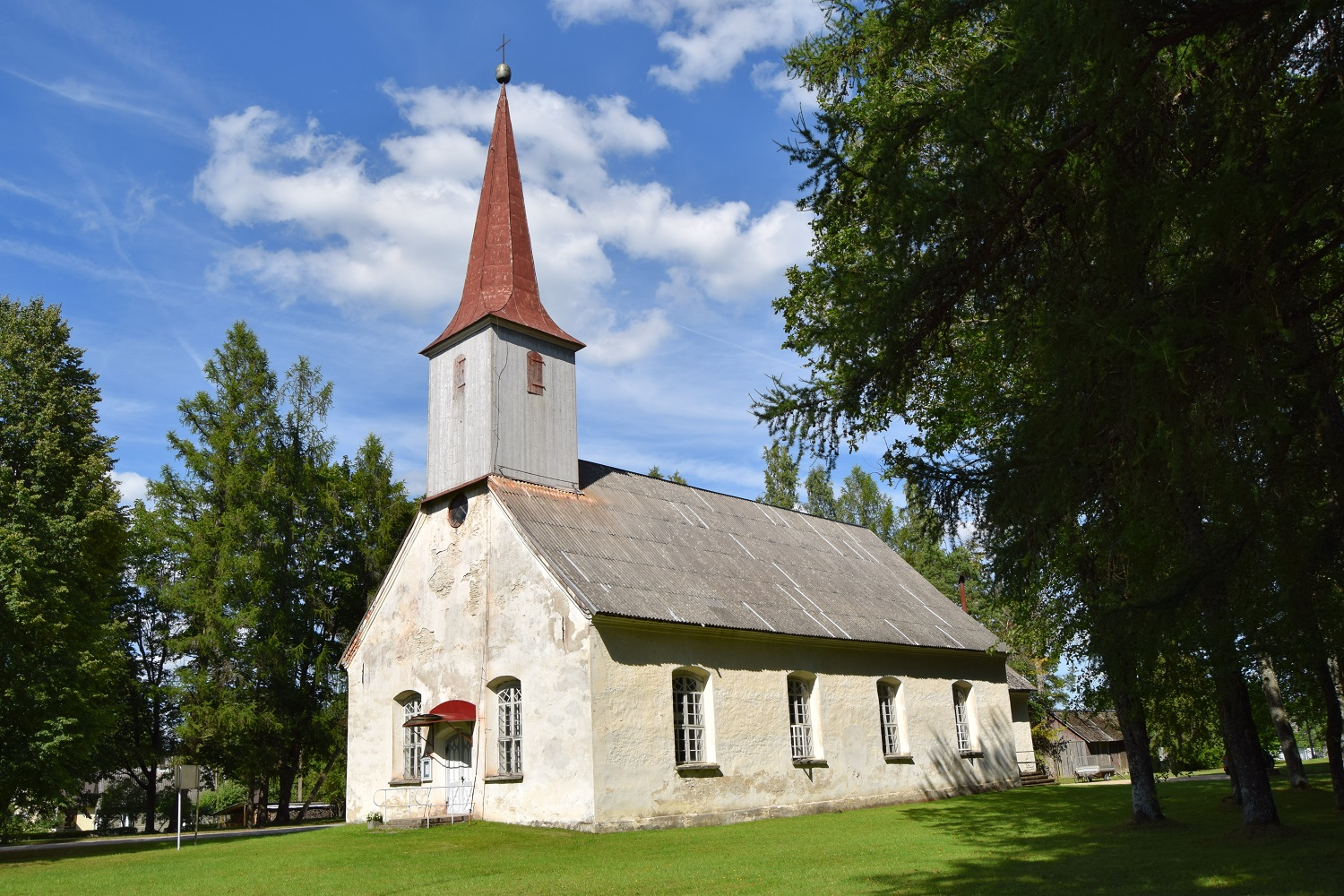
Eglise de Vändra

Vändra est un bourg et une collectivité territoriale (Alevvald) de la région de  Pärnu  en Estonie. Sa population est de 2 528 habitants pour une superficie de 3,2 km².
La collectivité territoriale de Vändra n'appartient pas à la commune de Vändra qui l'entoure.

## Personnalités liées à la commune
- Lydia Koidula (1843–1886), poétesse née à Vändra.
- Tanel Kangert (1987-), coureur cycliste professionnel né à Vändra.
- Ats Ulimaa (2000-), coureur cycliste amateur né à Vändra.